# Jean Robieux

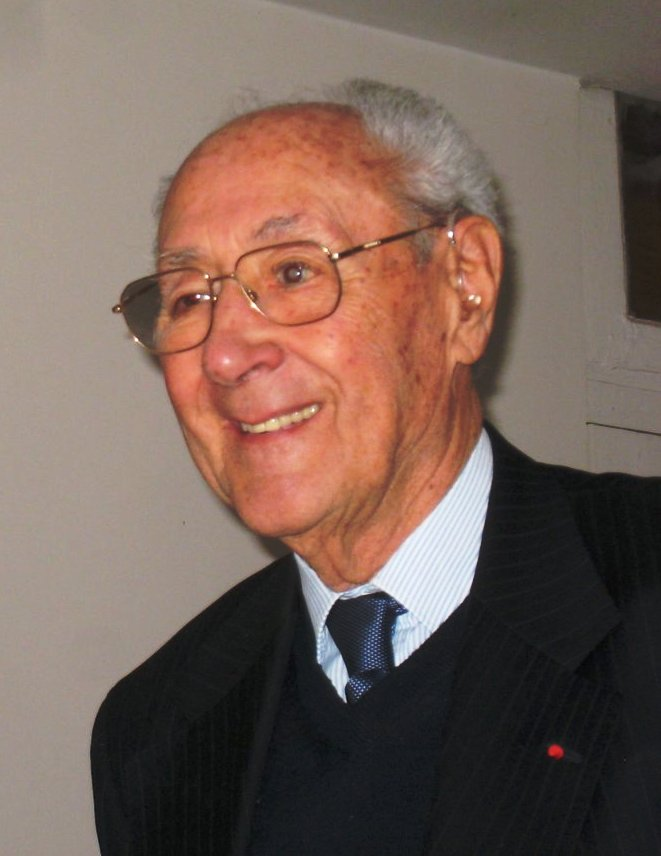
Jean Robieux

Jean Robieux (15. Oktober 1925 in Jugon-les-Lacs – 14. Juni 2012 in Châtenay-Malabry) war ein französischer Physiker. 
Er war Absolvent der École Polytechnique (1946–1949), der École nationale de l’aviation civile (1949–1951), Doktor der Naturwissenschaften der Universität von Paris und Inhaber eines Master of Science des California Institute of Technology. Er war einer der führenden französischen Laserspezialisten und Mitglied der französischen Akademie der Wissenschaften und der Académie des technologies (Akademie der Technologien).

## Arbeitsbereich
Jean Robieux ist verantwortlich für die Entdeckung des Prinzips der Kontrolle der Laserfusion im Jahr 1961 und die Entdeckung des Prinzips der Laser-Isotopen-Trennung. Alle Beiträge sind in seinem Buch High Power Laser Interactions: Isotopes Separation – Nuclear Fusion Control – Elementary Particles Selective Creation zusammengefasst.

## Auszeichnungen
- Offizier der Ehrenlegion (2000)

## Veröffentlichungen
- High Power Interactions : Isotopes separation – Nuclear fusion control – Elementary particles selective creation. Ed. Lavoisier-2000
- Towards the end of global warming. Abundant energy without pollution. Laser nuclear fusion. Ed.Louis de Broglie-2009